# Olli Partanen
Heikki Olavi „Olli“ Partanen (* 18. August 1922 in Kouvola; † 15. Juni 2014 ebenda) war ein finnischer Leichtathlet, der sich auf den Diskuswurf spezialisiert hatte. Er war Europameisterschaftsdritter 1950.

## Sportliche Karriere
Partanen startete für Suonenjoen Vasama. Seine Bestweite von 50,14 Meter warf Partanen am 25. September 1949 in Karhula.
Bei den Europameisterschaften 1950 in Brüssel siegte der Italiener Adolfo Consolini vor seinem Landsmann Giuseppe Tosi. Fast vier Meter hinter Tosi und 14 Zentimeter vor dem Norweger Stein Johnson gewann Partanen mit 48,69 Meter die Bronzemedaille.
1952 bei den Olympischen Spielen in Helsinki wurden in der Qualifikation 46 Meter gefordert, diese Weite übertrafen 17 Werfer. Partanen belegte mit 45,71 Meter den 18. Platz und schied aus.